# Reflection (album Paradise Lost)
Reflection – album kompilacyjny brytyjskiej grupy metalowej Paradise Lost wydany w 1998 roku.

## Lista utworów
1. Say Just Words – 4:02
2. Hallowed Land – 5:02
3. True Belief – 4:30
4. Pity the Sadness – 5:05
5. Eternal – 3:46
6. Forever Failure – 4:18
7. Gothic – 4:43
8. One Second – 3:32
9. Rotting Misery – 5:16
10. The Last Time – 3:47
11. Mercy – 4:24
12. Widow – 3:04
13. Embers Fire – 4:44
14. As I Die – 3:46
15. Soul Courageous (Live) – 3:09
16. Blood of Another (Live) – 3:59
17. As I Die (Live) – 3:56